# Selección de rugby 7 de los Países Bajos
La selección de rugby 7 de los Países Bajos es un equipo nacional de siete menores. Han competido en Seven de Hong Kong desde la década de 1980. Se les considera tradicionalmente como "pececillos", pero no han fracasado por completo.
Rob Cuthbertson, miembro de EURFC, ha sido agregado recientemente al equipo después de un exitoso viaje a Casablanca. Habiendo tenido experiencia previa a nivel internacional con Inglaterra, se espera que agregue un talento muy necesario al equipo.

## Participaciones

### Copa del Mundo de Rugby 7
| Año   | Resultado      | Pos.         | PJ           | G            | E            | P            |
| ----- | -------------- | ------------ | ------------ | ------------ | ------------ | ------------ |
| 1993  | Fase de grupos | 21°          | 5            | 0            | 0            | 5            |
| 1997  | No clasificó   | No clasificó | No clasificó | No clasificó | No clasificó | No clasificó |
| 2001  | No clasificó   | No clasificó | No clasificó | No clasificó | No clasificó | No clasificó |
| 2005  | No participó   | No participó | No participó | No participó | No participó | No participó |
| 2009  | No participó   | No participó | No participó | No participó | No participó | No participó |
| 2013  | No clasificó   | No clasificó | No clasificó | No clasificó | No clasificó | No clasificó |
| 2018  | No participó   | No participó | No participó | No participó | No participó | No participó |
| Total | 0 Titulos      | 1/7          | 5            | 0            | 0            | 5            |